# 四法印
四法印（しほういん）は、諸行無常・諸法無我・一切皆苦・涅槃寂静をまとめた教え。一切皆苦は一切行苦、あるいは一切諸行皆悉是苦とも言われる。
1. 諸行無常
すべての物事は常ならざるものである。
2. 諸法無我
すべての物事は我（）ならざるものである。
3. 一切皆苦
この世のすべては苦しみである。
4. 涅槃寂静
涅槃は安らぎの境地である。